# Nemestrinus chinganicus
Nemestrinus chinganicus är en tvåvingeart som beskrevs av Paramonov 1945. Nemestrinus chinganicus ingår i släktet Nemestrinus och familjen Nemestrinidae. Inga underarter finns listade i Catalogue of Life.